# Irene Uwoya
Irene Pancras Uwoya (Dar es-Salam, 18 de diciembre de 1988) es una actriz y productora tanzana, que inició su carrera en 2007 junto con otros actores notables en la industria cinematográfica de Tanzania como Vincent Kigosi y Steven Kanumba, entre otros.

## Biografía
Uwoya logró notoriedad en su país tras su participación en el certamen de belleza Miss Tanzania 2006, concurso donde fue coronada Wema Sepetu y Uwoya ocupó la quinta posición. Un año después se vinculó a la industria cinematográfica de Tanzania, registrando apariciones en películas bongo como Tanzanite, Yolanda y Oprah a finales de la década. A partir de entonces ha registrado más de treinta apariciones en el cine de su país.

## Filmografía

### Cine
| Año  | Título              | Papel | Notas |
| ---- | ------------------- | ----- | ----- |
| 2008 | Tanzanite           |       |       |
| 2008 | Yolanda             |       |       |
| 2008 | Oprah               | Oprah |       |
| 2009 | Shakira             |       |       |
| 2009 | Damu Moja           |       |       |
| 2009 | Damu Moja           |       |       |
| 2009 | Peace of Mind       |       |       |
| 2009 | My Dreams           |       |       |
| 2009 | Pretty Girl         |       |       |
| 2010 | Fair Decision       |       |       |
| 2010 | Off Side            |       |       |
| 2010 | Diversion of Love   |       |       |
| 2011 | Eagle Eyes          |       |       |
| 2011 | Kiapo               |       |       |
| 2011 | Senior Bachelor     |       |       |
| 2011 | Dj Ben              |       |       |
| 2011 | Chupa Nyeusi        |       |       |
| 2012 | Mtihani             |       |       |
| 2012 | Sobbing Sound       |       |       |
| 2012 | Baamed              |       |       |
| 2012 | Ngumi ya Maria      |       |       |
| 2013 | Doa la Ndoa         |       |       |
| 2013 | Last Card           |       |       |
| 2013 | Nyota Yangu         |       |       |
| 2013 | Nyota Yangu         |       |       |
| 2013 | Zawadi Yangu        |       |       |
| 2013 | Safari              |       |       |
| 2013 | Safari              |       |       |
| 2013 | Question Mark       |       |       |
| 2013 | Omega Confusion     |       |       |
| 2013 | Nyati               |       |       |
| 2013 | Money Talk          |       |       |
| 2014 | The Return of Omega |       |       |
| 2014 | Snitch              |       |       |
| 2014 | Rosemary            |       |       |
| 2014 | Figo                |       |       |
| 2014 | Aliyemchokoza Kaja  |       |       |